# Gwendoline Neligan
Gwendoline Neligan (23 novembre 1905 - 10 avril 1972, lieux de naissance et de décès inconnus) est une escrimeuse britannique. Elle a remporté le championnat d'Europe 1933, plus tard requalifié championnat du monde, devenant la première ressortissante britannique à décrocher une distinction mondiale dans ce sport. Elle utilisait le fleuret, seule arme autorisée pour les femmes en compétition à cette époque.

## Biographie
En l'espace de deux ans, Neligan remporte une médaille de chaque métal différent aux championnats internationaux d'escrime en 1933 et 1934. Elle remporte le titre à Budapest en 1933 en individuel devant la Hongroise Erna Bogen, cette dernière prenant sa revanche dans l'épreuve par équipes, reléguant le Royaume-Uni à la deuxième place. L'année suivante à Varsovie, la Hongrie parvient à défendre son titre, et les britanniques rétrogradent au troisième rang. Bien que sérieuse prétendante au titre olympique de 1936, elle dut renoncer aux Jeux faute à une crise d'appendicite.
Très populaire en Grande-Bretagne après la conquête du titre mondial, Gwendoline Neligan possédait sa propre émission de télévision sur la BBC dans la fin des années 1930.

## Palmarès
- Championnats internationaux d'escrime
  -  Médaille d'or au championnat international d'escrime 1933 à Budapest
  -  Médaille d'argent par équipes au championnat international d'escrime 1933 à Budapest
  -  Médaille de bronze par équipes au championnat international d'escrime 1934 à Varsovie